# Promiopteryx
Promiopteryx es un género de mantis (insecto del orden Mantodea) de la familia Thespidae. 

## Especies
Contiene las siguientes especies:
- Promiopteryx fallax
- Promiopteryx granadensis
- Promiopteryx punctata
- Promiopteryx simplex
- Promiopteryx stigmatica